# Young & Rubicam
Y&R (anciennement Young & Rubicam) est une agence de publicité fondée en 1923 par John Orr Young et Raymond Rubicam, à Philadelphie. Elle est spécialisée dans les réseaux sociaux, l'activation des ventes, le marketing direct et l'identité des marques.
Elle a inspiré l'écrivain français Frédéric Beigbeder, qui avait travaillé en son sein, pour son best-seller 99 francs, ce qui lui valut d'en être renvoyé.
Fut également parmi ses effectifs Ziad Takieddine, avant que celui-ci ne se lance dans une carrière des affaires.
Le fonds d'archives Young & Rubicam limitée est conservé au centre d'archives de Montréal de Bibliothèque et Archives nationales du Québec.